# Maciej Ostrowski (burmistrz)
Maciej Tadeusz Ostrowski (ur. 16 grudnia 1972 w Myślenicach) – polski polityk samorządowy, w latach 2003-2018 burmistrz Myślenic. Zawodowo deweloper.

## Życiorys
Ukończył Zespół Szkół Ogólnokształcących w Myślenicach, a następnie historię na Uniwersytecie Jagiellońskim. Ukończył również studia podyplomowe w zakresie administracji publicznej oraz zarządzania oświatą. W latach 1996–1998 pracował jako nauczyciel w Zespole Szkół Rolniczych w Myślenicach.
W latach 1998–2002 był zastępcą burmistrza miasta i gminy Myślenice ds. oświaty, a w 2002 pełnił obowiązki przewodniczącego rady miejskiej w Myślenicach. W marcu 2003 został burmistrzem Myślenic – wygrał wtedy w przedterminowych wyborach po rezygnacji poprzedniego burmistrza, Stanisława Kota.
W wyborach samorządowych w 2006, 2010 i 2014 startował z listy własnego komitetu (Komitet Wyborczy Wyborców Macieja Ostrowskiego) i każdorazowo wygrywał wybory w pierwszej rundzie uzyskując 71,73% (2006), 55,85% (2010) i 55,33% głosów (2014). W 2014 po raz kolejny został wybrany burmistrzem po pokonaniu kandydata PiS Jarosława Szlachetki. We wcześniejszych wyborach PiS nie wystawiał własnego kandydata i popierał Ostrowskiego. W 2014 wprowadził do Rady Miasta 12 swoich radnych (na 21 miejsc).
W 2012 został uniewinniony z zarzutu usunięcia w 2006 uchwały z dokumentacji prywatno-gminnej spółki w Myślenicach.
W czerwcu 2018 zapowiedział, że nie wystartuje w kolejnych wyborach. Jego następcą został wybrany Jarosław Szlachetka.
Na początku 2024 został powołany na pełnomocnika wojewody małopolskiego do spraw współpracy z jednostkami samorządu terytorialnego.
W wyborach samorządowych 7 kwietnia 2024 uzyskał prawo kandydowania w drugiej turze wyborów burmistrza Miasta i Gminy Myślenice, zdobywając w niej w ponownym głosowaniu 45,88% głosów. W lipcu 2024 został powołany na dyrektora oddziału GDDKiA w Krakowie.
Został odznaczony Brązowym (2004) i Złotym (2010) Krzyżem Zasługi oraz Srebrnym Medal za Zasługi dla Policji (2009).

## Kontrowersje

### Powiązania z deweloperami
Jednym z głównych zarzutów pod adresem Ostrowskiego są jego bliskie relacje z deweloperami i sprzyjanie intensywnej zabudowie Myślenic kosztem interesów mieszkańców. Według artykułu "Niezależna", Ostrowski miał faworyzować deweloperów w procesach decyzyjnych dotyczących urbanistyki, co prowadziło do niekontrolowanego rozrostu zabudowy mieszkaniowej.
Mieszkańcy obawiają się, że brak regulacji i odpowiedniego planowania wpłynie negatywnie na jakość ich życia, infrastrukturę oraz dostęp do terenów zielonych. Jak podaje portal KMY.info, decyzje Ostrowskiego budzą sprzeciw lokalnej społeczności, która postrzega je jako działania sprzyjające interesom deweloperów, a nie mieszkańców.

### Sprawa ZUO i wyrok sądu
Podczas urzędowania Ostrowskiego doszło również do kontrowersji związanych z Zakładem Utylizacji Odpadów (ZUO). W 2015 roku sąd uznał, że decyzje podjęte przez władze gminy w kontekście ZUO budzą wątpliwości prawne, a Ostrowski ponosi współodpowiedzialność za zaniedbania w gospodarce odpadami. W konsekwencji spółka zajmująca się odpadami znalazła się w poważnych tarapatach finansowych.

### Oskarżenia o nieprawidłowe powoływanie urzędników
W lokalnych mediach pojawiły się informacje, że jego brat, Kamil Ostrowski, otrzymał wysokie stanowisko w Starostwie Powiatowym w Myślenicach. Według KMY.info, jego rola w zarządzie starostwa budzi poważne kontrowersje, zwłaszcza w kontekście decyzji dotyczących kamieniołomu w Bysinie. Niektóre głosy oskarżają mężczyznę o stworzenie nieformalnego układu władzy, który wspiera jego rodzinę i znajomych kosztem przejrzystości w administracji publicznej.

### Sprawa rozbiórki starej szkoły w Krzyszkowicach
Jednym z kontrowersyjnych działań podjętych za kadencji Macieja Ostrowskiego jako burmistrza Myślenic była decyzja o rozbiórce starej szkoły w Krzyszkowicach, budynku o ponad 100-letniej historii. W 2016 roku gmina Myślenice, pod kierownictwem Ostrowskiego, zdecydowała o jego wyburzeniu, co spotkało się z krytyką części mieszkańców oraz lokalnych działaczy.
Decyzja o rozbiórce została uzasadniona względami bezpieczeństwa oraz planami zagospodarowania przestrzennego. Krytycy wskazywali jednak, że budynek można było odrestaurować i przeznaczyć na cele społeczne lub kulturalne. Dodatkowe kontrowersje wzbudził fakt, że gmina nie uzyskała wymaganych zgód konserwatorskich przed rozpoczęciem prac, co skutkowało nałożeniem na nią przez Wojewódzki Urząd Ochrony Zabytków kary finansowej w wysokości 50 tys. zł.
Sprawa wyburzenia budynku stała się przedmiotem postępowania sądowego, w którym zarzuty postawiono m.in. Maciejowi Ostrowskiemu. Były burmistrz tłumaczył, że decyzja o rozbiórce była zgodna z przepisami i podyktowana troską o bezpieczeństwo mieszkańców. Jednak przeciwnicy tej decyzji zarzucali mu działanie na szkodę gminy oraz lekceważenie ochrony dziedzictwa kulturowego.
W 2024 roku media donosiły, że Ostrowski może ponieść konsekwencje prawne w związku z tą sprawą, a sąd rozważał jego odpowiedzialność za podjęte decyzje administracyjne.
Sprawa starej szkoły stała się istotnym elementem lokalnej debaty politycznej. Maciej Ostrowski w kampanii wyborczej oskarżał obecne władze Myślenic o manipulowanie faktami, podczas gdy urzędujący burmistrz Jarosław Szlachetka publikował dokumenty mające potwierdzać błędy i zaniedbania poprzedniej administracji.

### Zadłużenie gminy Myślenice za kadencji Macieja Ostrowskiego
Za kadencji Macieja Ostrowskiego Myślenice stały się jedną z najbardziej zadłużonych gmin w Polsce. Według raportów i rankingów finansowych, w latach jego rządów dług gminy znacząco wzrósł, co budziło obawy o przyszłość finansową samorządu.
W 2014 roku gmina Myślenice została uznana za najbardziej zadłużoną gminę w Polsce, a jej zobowiązania wynosiły ponad 100 mln zł. W rankingu „Wspólnoty” Myślenice znalazły się na pierwszym miejscu wśród najbardziej zadłużonych miast powiatowych w kraju. Ostrowski jednak twierdził, że zadłużenie było „bezpieczne” i wynikało z realizacji dużych inwestycji infrastrukturalnych.
Po zakończeniu jego kadencji sytuacja finansowa gminy pozostała trudna, a następcy Ostrowskiego krytykowali jego politykę budżetową, wskazując na konieczność wdrożenia środków oszczędnościowych oraz racjonalizacji wydatków publicznych.

### Polityka Macieja Ostrowskiego wobec budowy drogi S7
Kolejnym kontrowersyjnym tematem związanym z Ostrowskim była kwestia budowy drogi ekspresowej S7, mającej kluczowe znaczenie dla komunikacji w regionie. Za jego kadencji jako burmistrza Myślenic nie podejmowano aktywnych działań na rzecz realizacji tej inwestycji, mimo że temat budowy drogi był szeroko dyskutowany na szczeblu rządowym i samorządowym.
Krytycy zarzucali mu brak inicjatywy w sprawie wytyczenia przebiegu trasy oraz ignorowanie możliwości przyspieszenia procesu inwestycyjnego. Ostrowski miał unikać podejmowania decyzji dotyczących trasy S7, co według jego przeciwników spowodowało opóźnienia w realizacji projektu.
Po zmianie stanowiska politycznego i objęciu nowych funkcji samorządowych, Ostrowski zaczął publicznie popierać budowę S7, twierdząc, że projekt powinien zostać podzielony na dwie części i dostosowany do potrzeb lokalnej społeczności. Jego wcześniejsze zaniechania były jednak nadal szeroko komentowane przez opinię publiczną, a brak działań w tej sprawie podczas jego kadencji był jednym z głównych tematów krytyki w lokalnych mediach.